# Lückekinder
Lückekinder ist ein Begriff der Kinder- und Jugendarbeit. Er bezeichnet eine nicht eindeutig abzugrenzende  Altersgruppe von etwa 9- bis 13-jährigen Kindern. Der Begriff Lückekinder ist aus dem Umstand entstanden, dass Kinder dieser Altersgruppe je nach Bundesland für den Schulhort zu alt sind und für klassische Jugendklubs und deren Öffnungszeiten noch zu jung. Im Zuge der veränderten Ausrichtung vieler Kinder- und Jugendfreizeiteinrichtungen in den 1990er Jahren sind viele dieser „Lücken“ geschlossen worden. Auch die einsetzende
Ausweitung von Hort und Ganztagsschulangeboten ab den 2000er Jahren hat dazu beigetragen, dass dieser Begriff heute nur noch selten verwendet wird.

## Geschichte und Grundlagen
Ältere Kinder unter 14 sind gesellschaftspolitisch unproblematischer als pubertierende Jugendliche und bedürfen weniger Aufsicht und Betreuung als jüngere Kinder. Deshalb bestand (und besteht) in Deutschland vielerorts eine Lücke in der pädagogischen Freizeitbetreuung.
Nach einer Studie von Forschern an der Universitätsklinik Ulm, die sich mit der Altersgruppe Lückekinder befasste, sind Peerbeziehungen für diese Altersgruppe von besonderer Bedeutung, wobei diese Beziehungen heute maßgeblich über soziale Medien organisiert und strukturiert werden.
Der Begriff selbst wird dem Berliner Pädagogen Peter Friedrich zugeschrieben, der bereits 1980 das Phänomen beschrieb. In den meisten Bundesländern besteht der Anspruch auf einen Hortplatz nur für vier Grundschuljahre. Benötigt würden also Angebote mit Hortfunktion mit Betreuung und Versorgung für ältere Kinder. Einige Kinder- und Jugendfreizeiteinrichtungen haben inzwischen ihr Angebot auf diese Zielgruppe und ihren Bedarf eingerichtet, um zu verhindern, dass Lückekinder als „Schlüsselkinder“ nachmittags ungewissen Einflüssen ausgesetzt sind.
In vielen Bereichen der Kinder- und Jugendarbeit (z. B. Ferienfahrten, Sportvereine etc.) wird oft altersspezifisch gearbeitet, indem „Lückekinder“ getrennt von jüngeren Kindern und von Jugendlichen betreut werden.